# Sun Duoci
Sun Duoci (en chinois : 孙多慈), née en 1912 et morte en mars 1975, était une artiste peintre et professeure chinoise. Elle s'est notamment fait connaître par sa liaison avec le peintre Xu Beihong. Elle était vue par son conjoint comme une « génie de la peinture ». Une de ses œuvres a été vendue aux enchères à plus de 100 000 $. Elle est l'une des représentantes du Fifth Moon Group.

## Biographie
Sun naît en 1912 dans le xian de Shou (province d'Anhui), dans l'est de la Chine. Elle est originaire d'une famille de la classe moyenne supérieure. Son nom de naissance est Sun Yunjun (孙韵君 en chinois). Sa mère était directrice d'une école de filles et son père était secrétaire du seigneur Sun Chuanfang avant de devenir professeur. Sun souhaite faire des études de littérature après sa scolarité dans l'école de filles d'Anqing, mais son dossier d'entrée à l'université de Nankin n'est pas retenu. Elle fréquente cependant cette université pour étudier la peinture ; elle est l'élève de Xu Beihong. Le professeur, marié et père de famille, décrit Sun comme une « génie de la peinture ». Il admire son travail et l'invite à poser pour ses peintures. En 1930, Xu révèle au public sa nouvelle relation avec Jiang Biwei (celle-ci était auparavant fiancée avec une autre personne, mais s'est enfuie avec Xu).

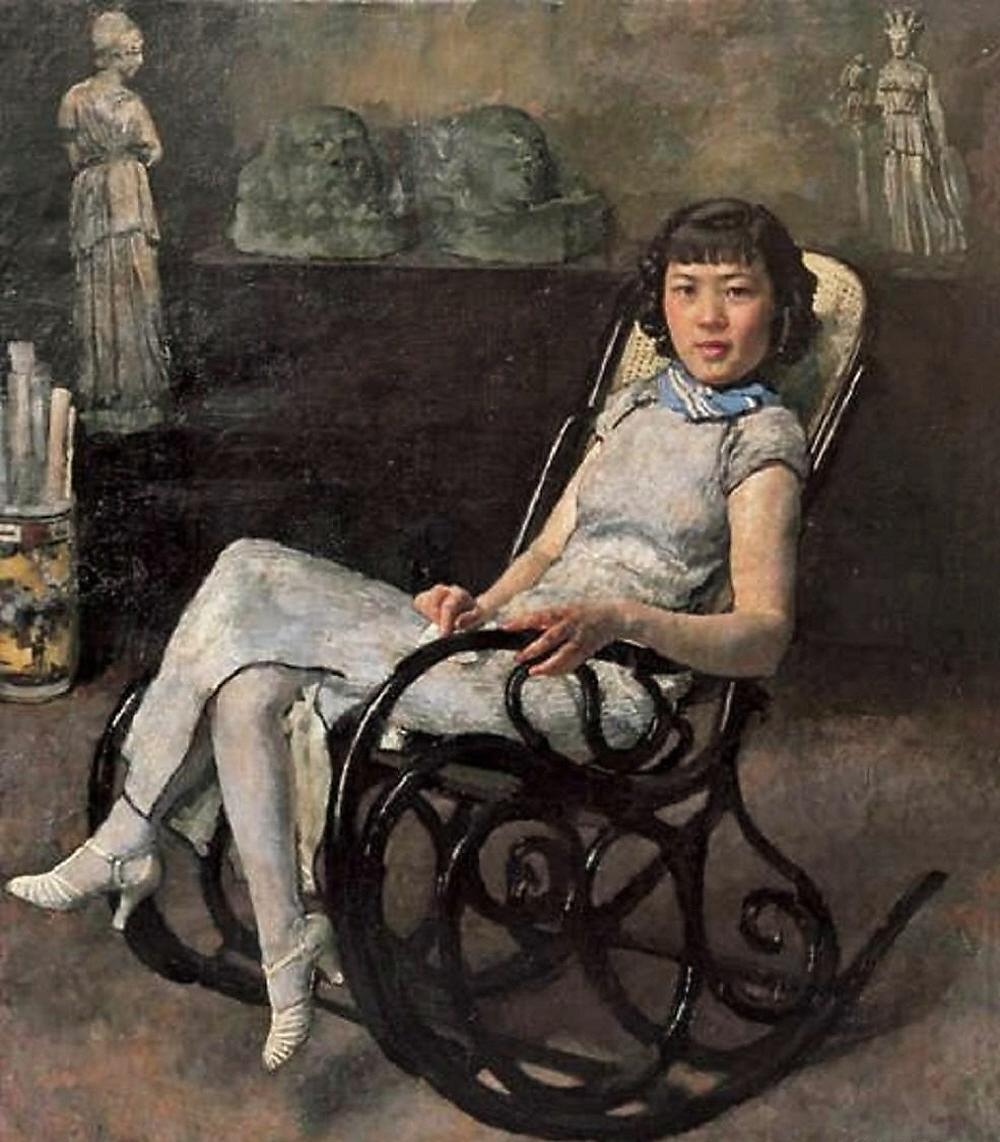
Portrait de Sun Duoci par Xu Beihong

En 1931, Sun étudie à temps complet auprès de Xu Beihong ; une relation sentimentale se crée entre l'élève et son professeur. Sun reçoit des plaintes du fait du surplus d'attention qu'elle recevait de la part du professeur. Le couple était également critiqué pour son non-respect de la règle concernant l'entrée des hommes dans les dortoirs féminins de l'université. Sun est par conséquent obligée de vivre chez sa tante à Anqing et n'a plus le droit de dormir à l'université. Elle continue cependant à étudier alors que Xu Beihong part à l'étranger en janvier 1933. Xu et sa femme sont allés dans huit pays différents pour y présenter l'exposition Peintures contemporaines chinoises. Après son retour, Xu part avec Sun en voyage artistique à Huangshan, où leur comportement impétueux fait parler d'eux. La femme de Xu Beihong, qui est également mère de ses enfants, est si vexée de l'attitude de son mari qu'elle détruit toutes ses œuvres pour lesquelles avait posé Sun. Sun décide de quitter l'université, mais Xu Beihong reste avec sa famille. Sun retourne dans son ancienne école, où elle enseigne sans diplôme. Xu et sa femme trouvent finalement un accord et se séparent en 1935. Sun publie son livre Esquisses de Sun Doci en 1936.

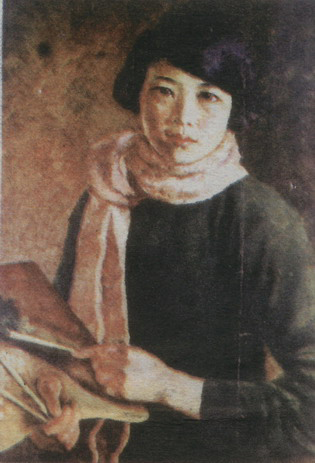
Portrait de Sun Duoci par Xu Beihong

Le début de la Seconde guerre sino-japonaise contraint Sun et sa famille à déménager à Changsha en 1938 ; là, Sun revoit Xu. Xu convainc la famille de Sun à s'installer à Guilin, où Sun travaille en tant que fonctionnaire. Xu, qui était devenu connu dans son pays, annonce publiquement dans le Central Daily News (en) qu'il cesserait toute relation avec Sun, bien qu'ils n'aient jamais été mariés. Sun redéménage avec sa famille à Lishui, dans le Zhejiang, où elle se marie avec Xu Shaodi, le ministre de l'éducation de la province. Elle enseigne à l'École d'Art du Zhejiang. Sun continue d'écrire à Xu Beihong ; ce dernier disait avoir appris des poèmes qu'il lui avait envoyés. 
En 1948, Sun et son mari s'installent à Taïwan ; Sun enseigne à la faculté d'art à l'Université normale nationale (en). Elle déménage ensuite aux États-Unis et apprend le décès de Xu Beihong en 1953. Elle déplore sa perte durant trois ans. Sun meurt d'un cancer à Los Angeles en mars 1975.

## Vente d'une œuvre
En 2014, son œuvre Paysage ; Femme est vendue aux enchères pour le prix de 110 000 $.